# Туруновское кладбище
Туруновское кладбище — кладбище в Йошкар-Оле. 5 могил и 2 надгробья на кладбище являются объектами культурного наследия России.

## Известные похороненные
См. также Категория:Похороненные на Туруновском кладбище
- Ураев Пётр Васильевич[1] —  Объект культурного наследия № 1200028000№ 1200028000

### Герои Советского Союза
- Владимиров Александр Иванович[2]
- Кержнёв Тагир Калюкович[3]
- Костров Станислав Иванович[4]

### Герои Социалистического Труда
- Александрова Таисия Ивановна[5]

### Народные художники России
- Бакулевский Александр Сергеевич[6][7]

### Почётные граждане города Йошкар-Олы
- Зотов Евгений Иванович[8]
- Сануков Ксенофонт Никанорович[9]

### Лауреаты Государственной премии СССР
- Казаков Николай Иванович[10]

### Народные поэты Республики Марий Эл
- Макс Майн[11]
- Матюковский Геннадий Иванович[12]

### Народные писатели Республики Марий Эл
- Каткова Зинаида Фёдоровна[13]
- Николаев Сергей Николаевич[14]
- Рыбаков Николай Фёдорович[15]

### Народные артисты РСФСР
- Константинов Георгий Викторович

### Заслуженные артисты РСФСР
- Григорьев Тимофей Григорьевич[16]
- Пушкин Георгий Максимович[17]
- Страусова Анастасия Гавриловна[18]
- Тихонова Анастасия Тихоновна[19]
- Шарский Андрей Никитич[20]

### Заслуженные артисты Российской Федерации
- Шведова Нина Васильевна[21]

### Заслуженные деятели науки РСФСР
- Дмитриев Юрий Яковлевич[22]
- Равкин Захар Ильич[23]
- Смирнов Виктор Николаевич[24]

### Заслуженные деятели науки Марийской АССР
- Пашуков Василий Фёдорович[25]

### Заслуженные деятели искусств РСФСР
- Искандаров Алексей Искандарович[26]

### Заслуженные деятели искусств Марийской АССР
- Сахаров Лев Николаевич[27]
- Шабердин Филипп Павлович[28]

### Заслуженный работники культуры РСФСР
- Байков Михаил Григорьевич[29]
- Карташов Вадим Николаевич[30]
- Кошкина Галина Ивановна[31]
- Нечитайло Пётр Степанович[32]

### Заслуженные работники культуры Российской Федерации
- Панова Регина Артуровна[33]

### Заслуженные учителя школы РСФСР
- Леухин Сергей Степанович[34]
- Полысалов Степан Кондратьевич[35]
- Пчелина Софья Викторовна[36]
- Сапаев Василий Фёдорович[37]
- Шерстнёва Мария Степановна[38]

### Заслуженные юристы РСФСР
- Липатников Аркадий Васильевич[39]
- Сивов Борис Алексеевич[40]
- Товашов Александр Тихонович[41]

### Заслуженные врачи РСФСР
- Мочалов Софроний Григорьевич[42]
- Охотин Степан Гаврилович[43]

### Заслуженные строители РСФСР
- Власов Борис Васильевич[44]

### Заслуженные зоотехники РСФСР
- Соколков Константин Екимович[45]

### Заслуженные лесоводы РСФСР
- Чистяков Александр Романович[46]

### Заслуженные работники социального обеспечения РСФСР
- Бородин Василий Александрович[47]

### Военачальники
- Анциферов Иван Иванович[48]
- Гуденко Валентин Фёдорович[49]
- Утросин Анатолий Андреевич[50]